# Johnny Ayris
John Ayris, più conosciuto con il diminutivo Johnny Ayris (Wapping, 8 febbraio 1953) è un ex calciatore inglese, di ruolo centrocampista.

## Caratteristiche tecniche
Era un'ala destra.

## Carriera
Esordisce tra i professionisti all'età di 17 anni nella stagione 1970-1971 con la maglia del West Ham Utd, club della prima divisione inglese; in particolare, la sua prima partita è la vittoria casalinga per 3-1 del 3 ottobre 1970 contro il Burnley, ed è la prima di nove presenze stagionali (7 in campionato, una in FA Cup ed una in Coppa di Lega). Nella stagione seguente gioca invece 12 partite in prima divisione ed una partita in Coppa di Lega. Segna il suo primo gol tra i professionisti il 21 ottobre 1972, in una partita di campionato vinta per 4-3 sul campo del Manchester City: si tratta del suo unico gol nella stagione 1972-1973 (e di fatto anche del suo unico gol in carriera nei campionati della Football League), in 15 presenze stagionali, tutte in campionato.
Negli anni successivi, pur restando nella rosa degli Hammers, gioca con minor frequenza: tra il 1973 ed il 1976 nell'arco di tre campionati gioca rispettivamente 5, 6 e 9 partite, alle quali aggiunge 2 presenze nella Texaco Cup e 4 presenze ed una rete (messa a segno il 18 settembre 1974 in un 6-0 contro il Tranmere) in Coppa di Lega. Dopo un periodo in prestito al Cape Town City nella prima divisione sudafricana torna infine a concludere la stagione 1976-1977 al West Ham, con cui gioca ulteriori 3 partite in prima divisione, arrivando così ad un bilancio complessivo di 69 presenze e 2 reti in partite ufficiali con il club (tra le quali 57 presenze ed una rete nella prima divisione inglese). In seguito gioca a livello semiprofessionistico con il Wimbledon FC.